# 中島隆博
中島 隆博（なかじま たかひろ、1964年11月3日 - ）は、日本の哲学者。専門は東洋哲学・中国哲学研究及びそれと西洋哲学との比較、西洋哲学（特に大陸哲学系現代思想）の手法を用いた中国哲学の再読、その他哲学史研究、倫理学、現代思想、表象文化論など。東京大学大学院総合文化研究科超域文化科学専攻表象文化論研究室、及び東洋文化研究所教授。

## 来歴・人物
- 高知県生まれ。
- 1987年、東京大学法学部卒業。
- 1989年、東京大学大学院人文科学研究科中国哲学専門課程修士課程修了。文学修士。
- 1991年、東京大学大学院人文科学研究科中国哲学専門課程博士課程中退。
- 1991年、東京大学文学部助手。
- 1993年、中村元賞受賞。
- 1996年、立命館大学文学部専任講師。
- 1997年、立命館大学文学部助教授。
- 2000年、東京大学大学院総合文化研究科助教授。
- 2004年、ハーバード燕京研究所客員研究員（2005年まで）。
- 2007年、東京大学大学院総合文化研究科准教授。
- 2009年、パリ第8大学客員教授。
- 2009年、東京大学博士（学術）。博士論文「残響の中国哲学：言語と政治」。主査は松浦寿輝、副査は高田康成、高橋哲哉、代田智明、堀池信夫。[1]
- 2009年、ニューヨーク大学客員教授（9月から12月まで）。
- 2012年、東京大学東洋文化研究所准教授。
- 2013年、国際日本文化研究センター共同研究員（2013年度～2014年度）
- 2013年、エアランゲン大学IKGF客員研究員。
- 2013年、『共生のプラクシス　国家と宗教』で和辻哲郎文化賞受賞。
- 2014年、東京大学大学院総合文化研究科超域文化科学専攻表象文化論研究室、及び東京大学東洋文化研究所教授（現職）。
  - 東京大学においては2000年の助教授着任以降引き続き、総合文化研究科超域文化科学専攻表象文化論コース、教養学部超域文化科学専攻現代思想コース、人文社会系研究科中国思想文化学専攻、及び文学部において教鞭を執る。
- 2015年、プリンストン大学客員教授（9月から12月まで）。
- 2019年、国際日本文化研究センター客員教授[2][3]
- 2023年、東京大学東洋文化研究所所長（任期：同年4月1日～2026年3月31日）[4]

東京大学では、学際色の強い超域文化科学専攻で現代思想を教えており、門下生は決して中国哲学の研究者だけではない。著名な門下生には千葉雅也（西洋哲学、現代哲学）らがいる。
敬愛する学者の一人としてJ・G・A・ポーコックを挙げている。

## 学会
- 日本中国学会
- 東方学会
- 中国社会文化学会（旧: 東大中国学会）
- 表象文化論学会
- 日本儒教学会

## 賞歴
- 1993年、第1回中村元賞
- 2013年、第25回和辻哲郎文化賞

## 著書

### 単著
- 『残響の中国哲学――言語と政治』東京大学出版会、2007年、増補版2022年。2009年に博士論文となる。
- 『哲学――「ヒューマニティーズ」』岩波書店、2009年。
- 『「荘子」――鶏となって時を告げよ』岩波書店（書物誕生――あたらしい古典入門）、2009年。
  - 改訂版『荘子の哲学』講談社学術文庫、2022年。
- 『共生のプラクシス――国家と宗教』東京大学出版会、2011年、増補版2022年。
- 『悪の哲学――中国哲学の想像力』筑摩書房〈筑摩選書〉、2012年。
- 『思想としての言語』岩波書店〈岩波現代全書〉、2017年。
- 『危機の時代の哲学――想像力のディスクール』東京大学出版会、2021年。
- 『中国哲学史――諸子百家から朱子学、現代の新儒家まで』中央公論新社〈中公新書〉、2022年。

### 共著
- 『内と外――対外観と自己像の形成（岩波講座『日本の思想』第三巻）』、苅部直、黒住真、佐藤弘夫、末木文美士編集、岩波書店、2014年。
- 『続・ハイデガー読本』、秋富克哉、安部浩、古荘真敬、森一郎編集、法政大学出版局、2016年。
- 『宗教とこころの新時代（岩波講座『現代』第6巻）』、大澤真幸、佐藤卓己、杉田敦、中島秀人、諸富徹編集、岩波書店、2016年。
- 『現代中国入門』、光田剛、鈴木将久、佐藤賢、池上善彦、坂元ひろ子、毛利亜樹、杉浦康之、井上正也、丸川哲史、仲里効共著、筑摩書房〈ちくま新書〉、2017年。
- マルクス・ガブリエル共著『全体主義の克服』集英社新書、2020年。

### 編著
- 『非・西欧の視座』末木文美士共編、大明堂（宝積比較宗教・文化叢書）、2001年。
- 『事典・哲学の木』永井均・中島義道・小林康夫・河本英夫・大澤真幸・山本ひろ子共編、講談社、2002年。
- 『法と暴力の記憶――東アジアの歴史経験』高橋哲哉・北川東子共編、東京大学出版会、2007年。
- 『コスモロギア――天・化・時』編 本間次彦・林文孝共著、法政大学出版局、2015年。
- 『世界哲学史』全8巻、伊藤邦武・山内志朗・納富信留共編、ちくま新書、2020年。
- 『日本の近代思想を読みなおす 1 哲学』、末木文美士と責任編集（全15巻）、東京大学出版会、2023年-。

### 翻訳
- フランソワ・ジュリアン『道徳を基礎づける――孟子vs.カント、ルソー、ニーチェ』

（原題: Fonder la morale: Dialogue de Mencius avec un philosophe des Lumières）
志野好伸共訳、講談社現代新書、2002年／講談社学術文庫、2017年。
- フランソワ・ジュリアン『勢・効力の歴史――中国文化横断』

（原題: La propension des choses）知泉書館、2004年。
- アンヌ・チャン『中国思想史』志野好伸・廣瀬玲子共訳、知泉書館、2010年。

（原題: Histoire de la pensée chinoise）

### 解説
- 『共生への道と核心現場――実践課題としての東アジア』（原題: 공생의 길과 핵심현장 : 실천과제로서의 동아시아）、白永瑞著、趙慶喜監訳、法政大学出版局、2016年。
- 『ハーバードの人生が変わる東洋哲学』（原題: The Path: What Chinese Philosophers Can Teach Us About the Good Life）マイケル・ピュエット,クリスティーン・グロス＝ロー著、熊谷淳子訳、早川書房、2016年[6]。